# 今川一策
今川 一策（いまがわ いっさく、1894年（明治27年）5月15日 - 1977年（昭和52年）12月26日）は、日本の陸軍軍人。最終階級は陸軍少将。

## 経歴
新潟県出身。新潟中学校（現新潟県立新潟高等学校）を経て、1916年（大正5年）5月、陸軍士官学校（28期）を卒業。同年12月、騎兵少尉に任官し騎兵第21連隊付となる。1920年（大正9年）4月、騎兵中尉に昇進した。
1922年（大正11年）2月から10月まで陸軍航空学校操縦学生となる。同年11月、飛行第1大隊付に発令され、1924年（大正13年）11月、下志津陸軍飛行学校教官に異動し、1925年（大正14年）5月、兵科を航空兵に転じ航空兵中尉となる。同年6月、航空兵大尉に進む。1931年（昭和6年）3月、飛行第3連隊中隊長に就任し、陸軍航空本部員、陸軍航空技術研究所員、第2飛行団司令部員を務め、1937年（昭和12年）11月、航空兵中佐に昇進し陸軍航空士官学校教官に就任した。
1938年（昭和13年）7月、飛行第59戦隊長に発令され日中戦争に出征。1939年（昭和14年）12月、飛行実験部実験隊長に就任した。1940年（昭和15年）3月、陸軍大佐に進んだ。1941年（昭和16年）2月、第13飛行団長に就任し、その後、陸軍航空審査部員、飛行実験部長を務めた。1945年（昭和20年）3月、陸軍少将に進級して明野教導飛行師団長に就任し、同年5月、独立第15飛行団長に発令され満州に赴任。終戦後、シベリア抑留となった。1948年（昭和23年）1月31日、公職追放仮指定を受けた。1950年（昭和25年）4月に帰国した。
戦後は民間航空の復興に尽力した。1975年12月26日、脳硬症のため神奈川県藤沢市の自宅にて死去。